# Asedio de Brimstone Hill
El asedio de Brimstone Hill, del 19 de enero al 12 de febrero de 1782, fue parte de Guerra de Independencia estadounidense en el que se enfrentaron el Imperio Británico contra el Reino de Francia, aliado de las Trece Colonias, en San Cristóbal y Nieves (Mar Caribe).

## Antecedentes
Después de la victoria de Gran Bretaña en la guerra de los Siete Años, los ingleses aplicaron nuevos impuestos a los colonos americanos, especialmente por la Ley del Sello de 1765. Los americanos de las Trece Colonias se organizaron rehusaron pagar. El Parlamento británico derogó la Ley del Sello pero insistió en su derecho a cobrar impuestos y buscó nuevos impuestos que cobrar. Después del Motín del Té en 1773, Gran Bretaña decidió cerrar el Puerto de Boston y quitarle a Massachusetts su autogobierno en represalia. La opinión en las Trece. En un congreso de colonos acompañados por las milicias celebrado en 1774 se decidió que las asambleas coloniales empezaran a tomar control sobre los gobiernos provinciales suplantando a la autoridad real. El 4 de julio de 1776, las colonias se conformaron como Estados Unidos de América y le declararon su independencia a Gran Bretaña.
Francia, resentida por su derrota en la guerra de los Siete Años, buscaba venganza y evitar que Gran Bretaña se hiciera más poderosa. Después de la Declaración de Independencia, el movimiento separatista estadounidense fue bien recibido en Francia, por la aristocracia y por la población en general. El movimiento independentista fue percibido como la encarnación de la era de la ilustración contra la "Tiranía Inglesa". Benjamín Franklin, que fue despachado a Francia en diciembre de 1776 para buscar su apoyo, fue recibido con gran entusiasmo. Los franceses se interesaron en la independencia estadounidense desde el comienzo. Los franceses vieron la independencia estadounidense como una oportunidad para arrancarle a Gran Bretaña sus posesiones en Norteamérica en venganza por la pérdida francesa de Canadá años antes. En un principio, el apoyo francés fue encubierto. Agentes franceses enviaban a los patriotas ayuda militar (principalmente pólvora) a través de la legítima compañía francesa Hortalez & Cie, empezando en la primavera de 1776. En 1777, alrededor de 5 millones de libras fueron enviadas a los rebeldes americanos.
Motivados por la perspectiva de la gloria en la batalla o animados por los ideales sinceros de la libertad y el republicanismo, hubo voluntarios franceses que se unieron al ejército estadounidense.

## La batalla
Francia planeó un ataque a Barbados, pero la intensidad de los vientos alisios hizo que la idea fuese rechazada y decidiesen partir hacía 
la isla San Cristóbal situada a sotavento.
El 5 de enero, una flota compuesta por veintiséis barcos y a las órdenes de De Grasse zarpó desde Martinica y llegó a San Cristóbal el 11 de enero. Cuando llegaron, el desembarco fue tranquilo debido a que los británicos, bajo órdenes de Sir Thomas Fraser, ya se habían atrincherado en la fortaleza. El asedio comenzó el día 19.

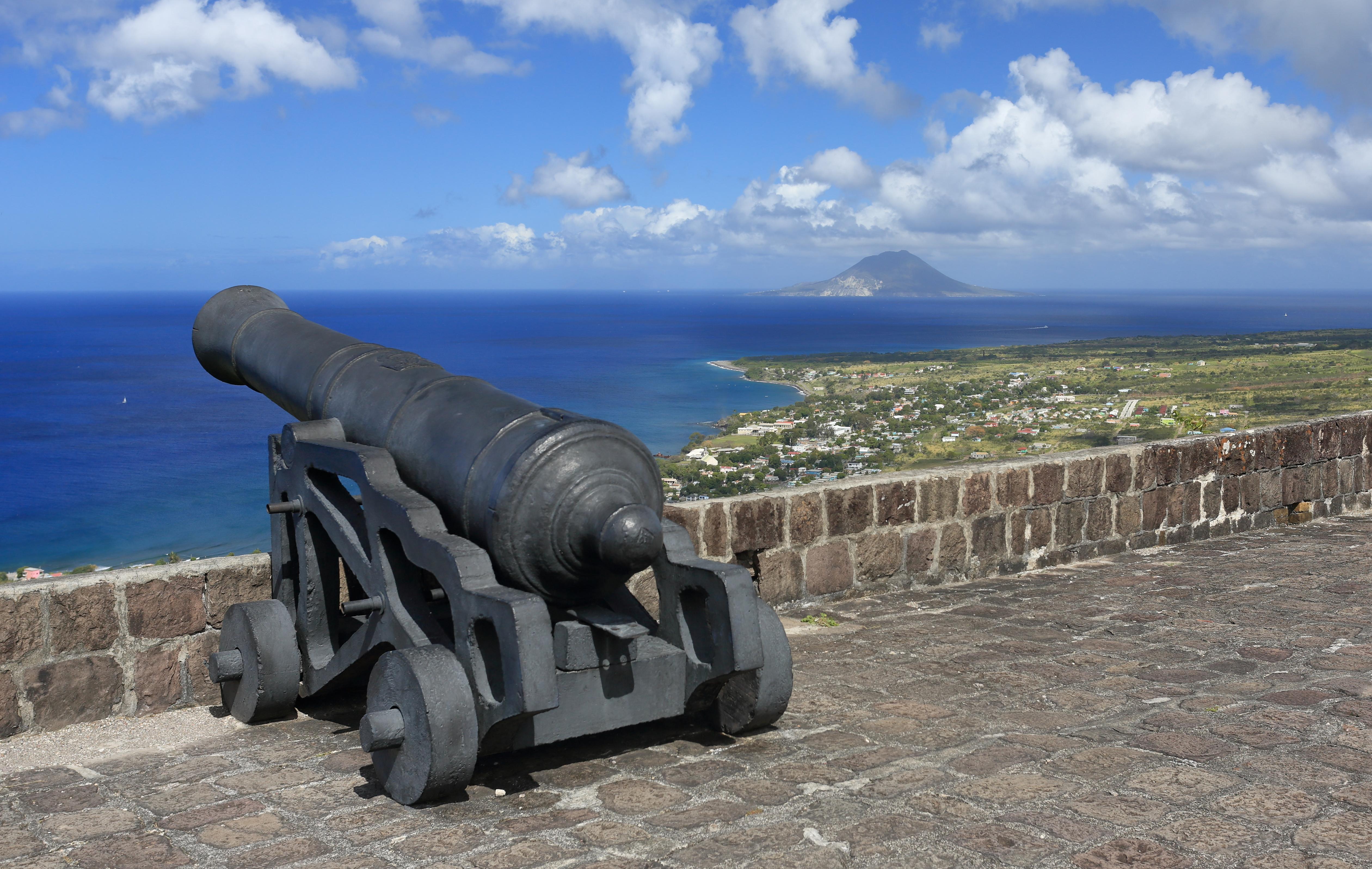
Vista desde la Fortaleza

El 24 de enero, los franceses avistan cerca de Nieves veintidós barcos de guerra británicos, al mando del almirante Samuel Hood, cuya intención era reforzar San Cristóbal. De Grasse zarpó para interceptarlos, pero al amanecer del día siguiente, la flota inglesa había virado dirección Montserrat. La dirección de los vientos, estesureste, impidió a los franceses alcanzarlos antes de que dieran la vuelta al norte rodeando Nieves y fondear frente a Basseterre. El día 26, a pesar de que De Grasse atacó tanto por la mañana como por la tarde a los británicos, fueron rechazados y éstos lograron desembarcar.
Los enfrentamientos en tierra firme comenzaron el día 28 cuando las tropas británicas, bajo mando de Robert Prescott, cargaron contra Basseterre que se encontraba ya ocupada por los franceses. La ofensiva de Prescott fue repelida, pero los franceses perdieron parte de su artillería al hundirse uno de los barcos que se encontraban cerca de San Cristóbal. Además otro barco que transportaba munición fue capturado por una fragata británica. También perdieron los británicos artillería y municiones al ser interceptadas por la población civil que se las entregó voluntariamente a los franceses.
El 12 de febrero, la guarnición de la Fortaleza ante el número de bajas, tanto por la batalla como por enfermedad, la solicitud de rendición de los milicianos y que la muralla de Fortaleza contaba ya con varias roturas; decide negociar la rendición. 
Mientras todo esto pasaba en tierra, en la batalla naval el conde de Grasse no pudo vencer Samuel Hood que contaba con una flota tres veces menor. A su vez los intentos de Hood por aliviar la presión del asedio no tuvieron éxito. Al día siguiente de la rendición de Robert Prescott, De Grasse se dirigió a Nieves para encontrarse con un convoy que llegaba de avituallamientos. Hood aprovechó la oportunidad para escapar en la dirección contraria el 14 de febrero.